# Kimberly J. Brown

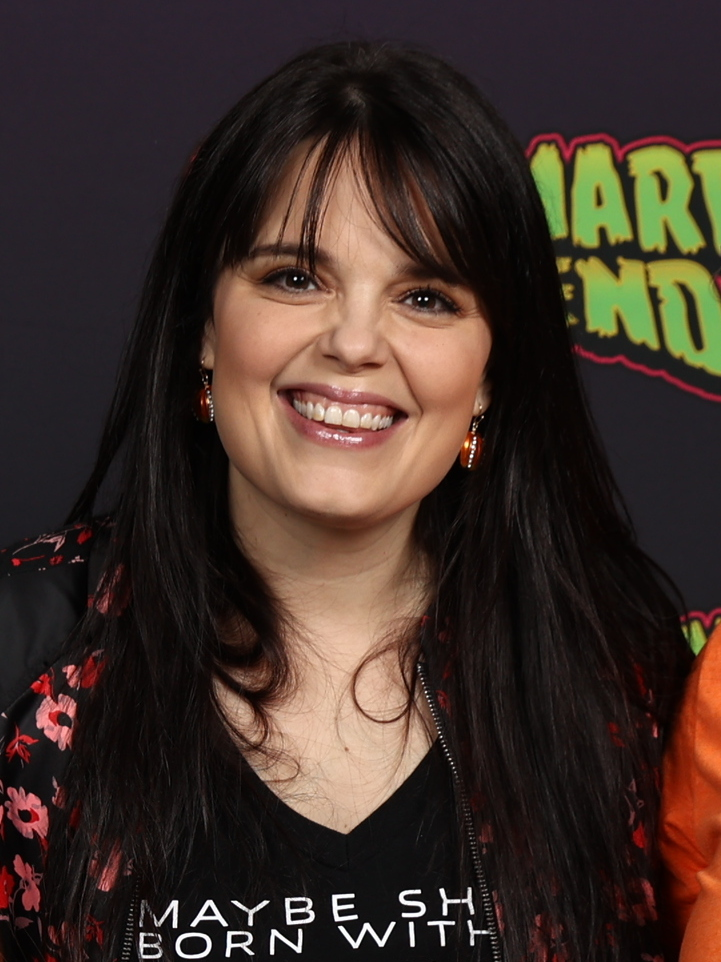
Kimberly J. Brown (2023)

Kimberly Jean Brown (* 16. November 1984 in Gaithersburg, Maryland) ist eine US-amerikanische Schauspielerin.

## Karriere
Kimberly Jean Brown begann im Alter von fünf Jahren mit der Schauspielerei. Sie wirkte unter anderem in Werbespots mit. Siebenjährig trat sie zum ersten Mal in einer Broadway-Show auf. Im Alter von neun Jahren agierte sie bereits in drei Broadway-Shows und schrieb damit Geschichte: Adoring the Sun, Les Misérables und Show Boat. Im Alter von elf Jahren wurde sie für ihre Darstellung der Marah Lewis, Tochter des berühmten Soap-Ehepaars Robert Newman (Josh) und Kim Zimmer (Reva), in Springfield Story für den Daytime Emmy Award nominiert.
Aufgrund ihres wachsenden Bekanntheitsgrades, der jungen Broadway-Karriere und Nominierungen für Nachwuchspreise, erschien sie unter anderem im People Magazine. Sie hatte mehrere Auftritte mit den Olsen-Zwillingen in deren Sitcom Ein Zwilling kommt selten allein und machte zahlreiche Werbespots mit Bill Cosby und Olympiasieger Bonnie Blair. Weitere Gastauftritte hatte sie in den Fernsehserien Auf schlimmer und ewig, Ein Hauch von Himmel und Law & Order: Special Victims Unit.
Brown lieh ihre Stimme vielen von General Mills animierten Werbespots. Außerdem sprach sie eine Ameise in Disneys Animationsfilm Das große Krabbeln, das Vampirmädchen Miyu im Manga Vampire Miyu und Lena in Der kleine Eisbär.
Bekannt wurde Brown auch durch die Disney-Channel-Filme Halloweentown, Halloweentown II und Halloweentown III: Halloweentown Highschool, in denen sie neben Debbie Reynolds die Marnie spielte, eine Teenager-Hexe, die entdeckt, dass sie magische Kräfte hat.
Die New York Times sah in Browns Darstellung einer Coming-of-Age-Rolle in dem Indie-Film Tumbleweeds, in dem sie an der Seite von Janet McTeer zu sehen war, „the child performance of the year“. Für die Tragikomödie gewann Brown den Young Artist Award (YAA) und war bei den YoungStar Awards (YSA) als beste Hauptdarstellerin nominiert. Zahlreiche Kritiker sahen Brown auf der Auswahlliste für den Oscar und den Golden Globe als Nominierte. Später erhielt sie zudem den unabhängigen Independent Spirit Award für das beste Debüt, den Hollywood Women’s Press Golden Apple Award als „weibliche Nachwuchsentdeckung des Jahres“ und den ShoEast Star of Tomorrow Award.
Brown spielte außerdem in Stephen Kings Miniserie Haus der Verdammnis eine Autistin und begabte Telekinetikerin. In dem Fernsehfilm My Sister’s Keeper verkörperte sie ein 16-jähriges manisch-depressives Mädchen an der Seite von Lynn Redgrave, Kathy Bates und Elizabeth Perkins. Hierfür wurde sie 2003 für den Young Artist Award als beste Hauptdarstellerin nominiert. In dem Spielfilm Haus über Kopf spielte Brown die Rolle von Steve Martins Tochter Sarah, in weiteren Rollen waren unter anderem Queen Latifah und Eugene Levy zu sehen.
Im Jahr 2005 trat sie in der Komödie Be Cool – Jeder ist auf der Suche nach dem nächsten großen Hit auf. 2006 übernahm sie die Rolle der Samantha „Sam“ Marche im Horrorfilm Big Bad Wolf neben Richard Tyson und Clint Howard. Sie drehte danach den Film Friendship!, der 2010 in Deutschland erschien, und war 2013 in einigen Folgen der Fernsehserie Low Winter Sun zu sehen. 2021 gehörte sie 15 Folgen lang zur Besetzung der Seifenoper General Hospital.

## Filmografie (Auswahl)
- 1990: The Baby-Sitters Club (Fernsehserie, eine Folge)
- 1994: Prinzessin Caraboo (Princess Caraboo)
- 1996: Weihnachten in Cartoontown (Christmas in Cartoontown, Sprechrolle)
- 1997: Ellen Foster – Ein Kind kämpft um sein Glück (Ellen Foster, Fernsehfilm)
- 1997: Vampire Miyu (Kyūketsuki Miyu, Fernsehserie, Sprechrolle)
- 1998: Auf schlimmer und ewig (Unhappily Ever After, Fernsehserie, drei Folgen)
- 1998: Das große Krabbeln (A Bug’s Life, Sprechrolle)
- 1998: Halloween Town – Meine Oma ist ’ne Hexe (Halloweentown, Fernsehfilm)
- 1998: Ein Zwilling kommt selten allein (Two of a Kind, zwei Folgen)
- 1998–2006: Springfield Story (Guiding Light, Fernsehserie)
- 1999: Ein Hauch von Himmel (Touched by an Angel, Fernsehserie, eine Folge)
- 1999: Tumbleweeds
- 2000: Jamie und die Fünflinge (Quints, Fernsehfilm)
- 2001: Der kleine Eisbär (Sprechrolle)
- 2001: Halloweentown II (Halloweentown II: Kalabar’s Revenge, Fernsehfilm)
- 2002: Stephen Kings Haus der Verdammnis (Stephen King’s Rose Red)
- 2002: My Sister’s Keeper (Fernsehfilm)
- 2003: Haus über Kopf (Bringing Down the House)
- 2003: Law & Order: Special Victims Unit (Fernsehserie, eine Folge)
- 2004: Halloweentown III: Halloweentown Highschool (Halloweentown High, Fernsehfilm)
- 2005: Be Cool – Jeder ist auf der Suche nach dem nächsten großen Hit (Be Cool)
- 2006: Big Bad Wolf
- 2010: Friendship!
- 2013: Low Winter Sun (Fernsehserie, fünf Folgen)
- 2018: Mondays (Fernsehminiserie, eine Folge)
- 2019: Crossword Mysteries: Proposing Murder (Fernsehfilm)
- 2021: General Hospital (Fernsehserie, 15 Folgen)
- 2023: Der Geist und Molly McGee (The Ghost and Molly McGee, Fernsehserie, Sprechrolle)

## Auszeichnungen (Auswahl)
Daytime Emmy Award
- 1996: Nominierung in der Kategorie Outstanding Younger Actress in a Drama Series für Springfield Story

Young Artist Award
- 1997: Nominierung in der Kategorie Beste Schauspielerin in einer Daytime-Fernsehserie für Springfield Story
- 1998: Beste Schauspielerin in einer Daytime-Fernsehserie für Springfield Story
- 1998: Nominierung in der Kategorie Beste Nebendarstellerin in einem Fernsehfilm, Miniserie oder Special für Ellen Foster – Ein Kind kämpft um sein Glück
- 1999: Nominierung in der Kategorie Beste Schauspielerin in einer Daytime-Fernsehserie für Springfield Story
- 1999: Nominierung in der Kategorie Beste Hauptdarstellerin in einem Fernsehfilm, Miniserie oder Special für Halloween Town – Meine Oma ist ’ne Hexe
- 2000: Beste Hauptdarstellerin in einem Spielfilm für Tumbleweeds
- 2001: Nominierung in der Kategorie Beste Hauptdarstellerin in einem Fernsehfilm (Komödie) für Jamie und die Fünflinge
- 2002: Nominierung in der Kategorie Beste Hauptdarstellerin in einem Fernsehfilm, Miniserie oder Special für Halloweentown II
- 2003: Nominierung in der Kategorie Beste Hauptdarstellerin in einem Fernsehfilm, Miniserie oder Special für My Sister’s Keeper

YoungStar Awards
- 1997: Best Performance by a Young Actress in a Daytime TV Program für Springfield Story
- 2000: Nominierung in der Kategorie Best Young Actress/Performance in a Motion Picture Drama für Tumbleweeds

Independent Spirit Award
- 2000: Bestes Debüt für Tumbleweeds